# Asnières-sur-Nouère
Asnières-sur-Nouère ist eine westfranzösische Gemeinde mit 1.278 Einwohnern (Stand: 1. Januar 2022) im Département Charente in der Region Nouvelle-Aquitaine (vor 2016: Poitou-Charentes). Sie gehört zum Arrondissement Angoulême und zum Kanton Val de Nouère. Die Einwohner werden Garobiers genannt.

## Lage
Asnières-sur-Nouère liegt etwa acht Kilometer westlich von Angoulême in der Kulturlandschaft des Angoumois. Die Nouère fließt durch den Westen der Gemeinde. Umgeben wird Asnières-sur-Nouère von den Nachbargemeinden Saint-Genis-d’Hiersac im Norden, Marsac im Nordosten, Vindelle im Osten, Fléac im Südosten, Saint-Saturnin im Süden, Hiersac im Südwesten, Douzat im Westen sowie Saint-Amant-de-Nouère im Nordwesten.

## Bevölkerungsentwicklung
| Jahr                       | 1962 | 1968 | 1975 | 1982 | 1990 | 1999 | 2006 | 2019 |
| Einwohner                  | 629  | 639  | 666  | 820  | 1015 | 1013 | 1083 | 1248 |
| Quellen: Cassini und INSEE |      |      |      |      |      |      |      |      |

## Sehenswürdigkeiten
- Kirche Saint-Martin aus dem 12. Jahrhundert, seit 1933 Monument historique
- Haus La Nouère aus dem 19. Jahrhundert

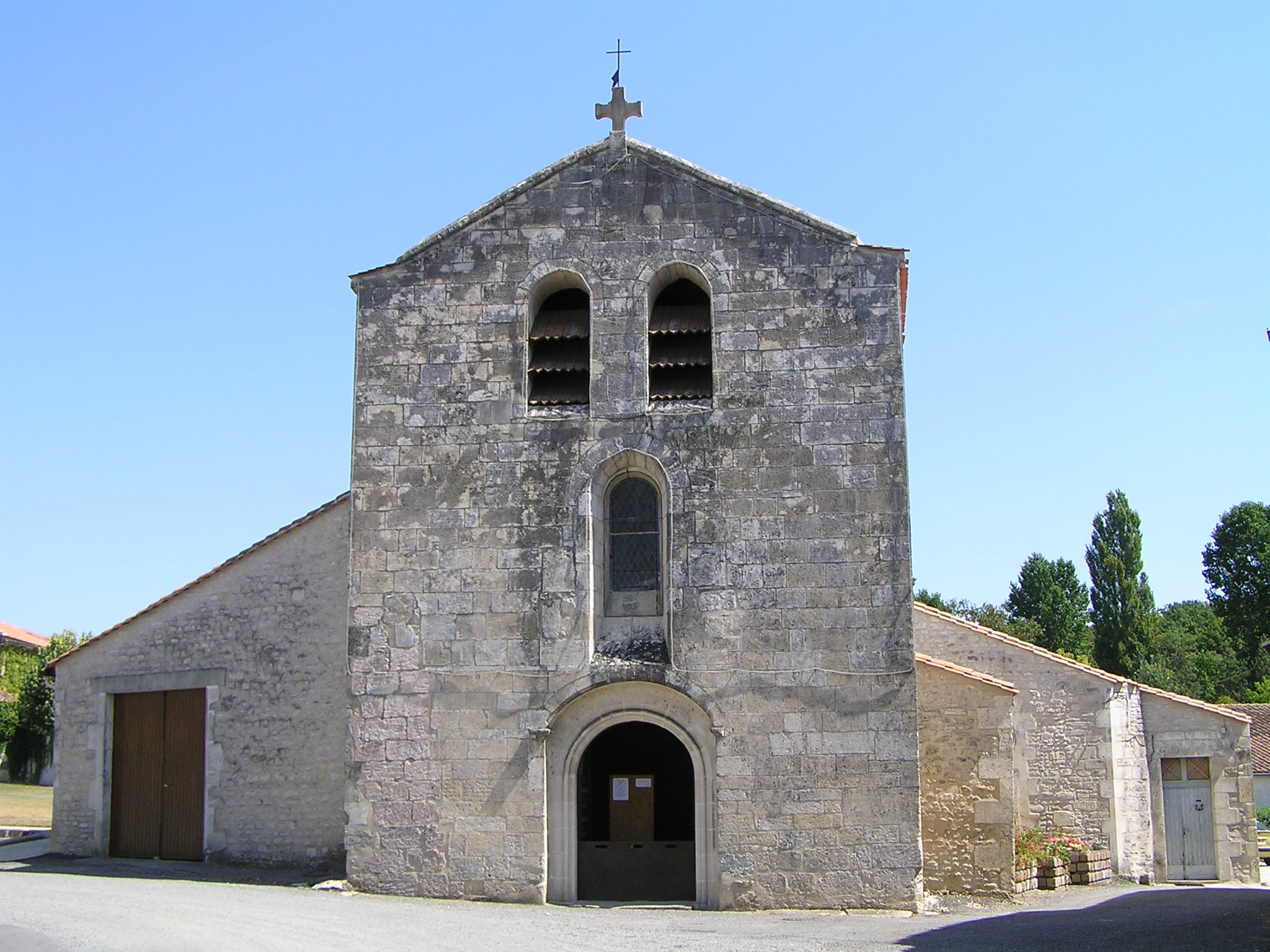
Kirche Saint-Martin
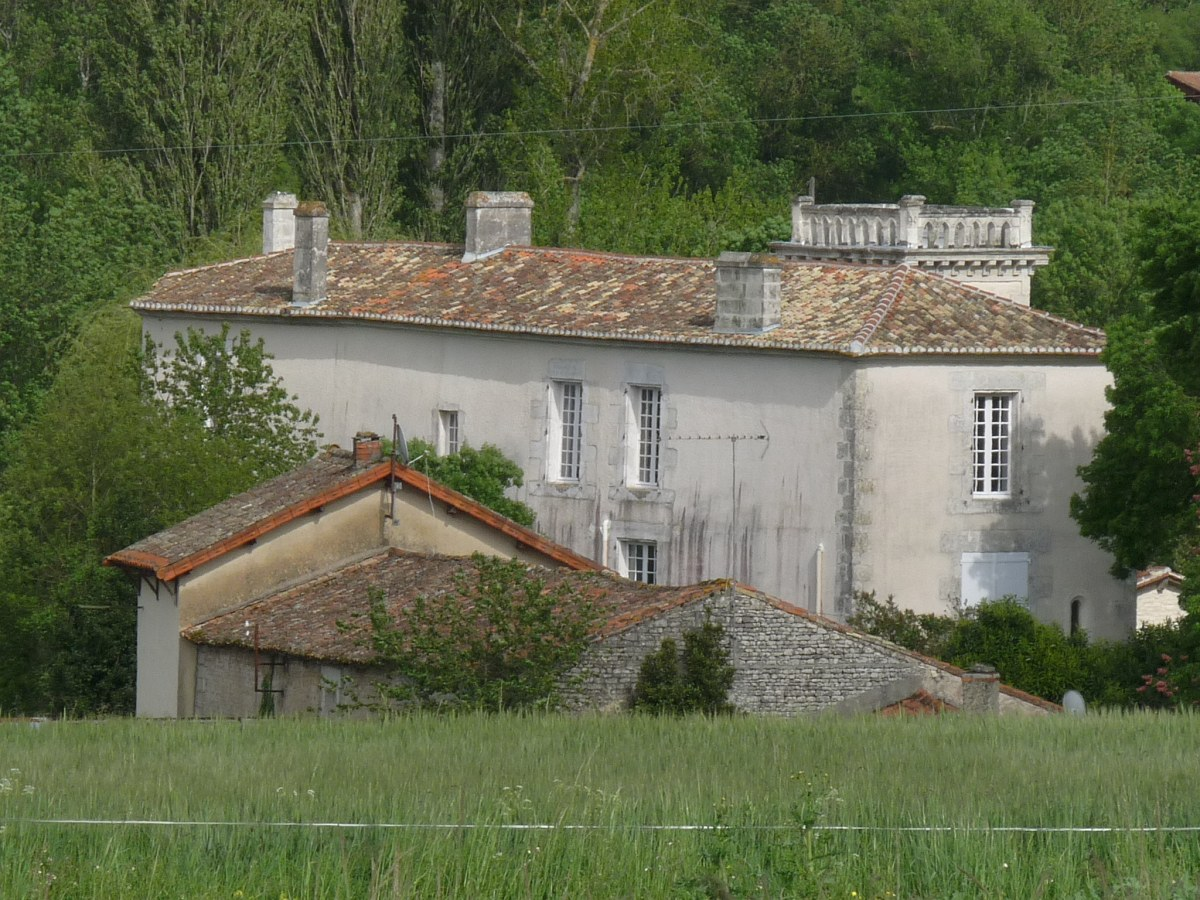
Haus Nouère